# ویتینا پارک (میزوری)
ویتینا پارک (به انگلیسی: Vinita Park) یک شهر در ایالات متحده آمریکا است که در شهرستان سنت لوئیس، میزوری واقع شده‌است. ویتینا پارک ۱٫۸۶ کیلومتر مربع مساحت و ۱٬۸۸۰ نفر جمعیت دارد و ۱۸۹ متر بالاتر از سطح دریا قرار دارد.